# Venezillo parvus
Venezillo parvus är en kräftdjursart som först beskrevs av Gustav Budde-Lund 1885.  Venezillo parvus ingår i släktet Venezillo och familjen Armadillidae. Inga underarter finns listade i Catalogue of Life.